# Доминион (Звездане стазе)
У измишљеном свету Звезданих стаза, Доминион је окрутна милитаристичка држава у Гама квадранту, у којој највишу власт држе ксенофобични Оснивачи, а која се састоји од многих различитих раса, као што су Ворте, Џем Хадари и у једном периоду Кардасијанци. Доминион је водио доминионски рат против Уједињене федерације планета и њених савезника у другој половини 24. века.